# Big Moe
Big Moe (* 20. August 1974 in Houston, Texas; bürgerlich Kenneth Doniell  Moore; † 14. Oktober 2007) war ein US-amerikanischer Rapper und Mitglied der Screwed Up Click.

## Biografie
Zu Beginn seiner Karriere sang Big Moe auf den Mixtapes des im Jahr 2000 verstorbenen DJ Screw, genannt Screwtapes oder Greytapes. Moe wurde später bei dem Label Wreckshop Records unter Vertrag genommen. Im Jahr 2000 veröffentlichte der Rapper sein erstes Soloalbum City Of Syrup über Wreckshop Records. Der Rapper arbeitete unter anderem mit den Hip-Hop-Musikern Mike Jones, Z-Ro, Chamillionaire, Fat Pat, Big Pokey, E.S.G., Big Hawk und Lil' O zusammen.
Im Jahr 2002 veröffentlichte Moe sein zweites Album Purple World. Mit der darauf zu findenden Single Purple Stuff erreichte der Texaner nationale Aufmerksamkeit.
Big Moe und die Screwed Up Click verhalfen dem Drogencocktail Sizzurp bzw. Purple drank aus dem Opiat Codein und Softdrinks zu gewisser Popularität. Am 7. Oktober 2007 erlitt der Hip-Hop-Musiker einen Herzinfarkt. Im Folgenden lag Moe im Koma und wurde durch Maschinen, an die man ihn angeschlossen hatte, am Leben gehalten. Am 14. Oktober 2007 starb er im Alter von 33 Jahren schließlich an den Folgen des Herzinfarkts und ist somit nach DJ Screw, Fat Pat, Big Mello, Big Steve und Big Hawk, ein weiteres Mitglied der Screwed Up Click, das bereits verstorben ist.

## Diskografie
- 2000: City Of Syrup
- 2002: Purple World
- 2003: Moe Life
- 2004: Classics Vol 1
- 2007: Forever Moe
- 2007: The Best Of Big Moe
- 2008: Unfinished Business